# Синевир (село)
Синеви́р — село в Україні, центр Синевирської громади Хустського району Закарпатської області. Населення — 4805 осіб.

## Географія
Село Синевир оточують гори центральних лісистих Карпат (масив Привододільні Горгани).
На північно-східній околиці присілку села струмок Фульївець впадає у річку Озерянку.
На північ від села розташовані водоспади — Кам'янецький та Шипун.

## Історія
Згідно з документами, село разом з лісами, розташованими навколо нього, було володінням спадкоємців Карніша і Крічфолуші. Серед землевласників згадуються і Бернат Ласко, Кун Петер, Тегза та інші. В їхні володіння входили луки, пасовиська, полонини, ліси. Згідно з письмовими джерелами 1851 р. лісові багатства села складалися з прекрасного смерекового лісу. 
На початку XIX ст. почалося хижацьке винищення лісів, посилилася експлуатація верховинців — лісорубів. Торгівля лісом приносила великі прибутки. В лісовому господарстві було зайнято понад половини жителів села. Праця лісорубів та бокорашів була тяжкою і небезпечною, вимагала великих затрат фізичної сили, вміння та героїзму.
З 1843 р. селище мало власну символіку: печатку з зображенням чотирьох дерев, перед якими стоїть лісоруб з сокирою.
27 травня 2016 року в Синевирі відкрито пам'ятну дошку Сергію Цімботі.

## Населення
Згідно з переписом УРСР 1989 року чисельність наявного населення села становила 4532 особи, з яких 2151 чоловік та 2381 жінка.
За переписом населення України 2001 року в селі мешкали 4802 особи.

### Мова
Розподіл населення за рідною мовою за даними перепису 2001 року:
| Мова       | Відсоток |
| ---------- | -------- |
| українська | 99,90 %  |
| російська  | 0,08 %   |

## Пам'ятки

### Музей лісу і сплаву
У червні 2010 року розпочав роботу відновлений Музей лісу і сплаву (розташований біля північно-східної околиці села). У ньому можна ознайомитись з макетами вузлів, споруд і пристосувань усього технологічного процесу заготівлі, сортування, зберігання і транспортування деревини у вигляді плотів-бокорів, а також побачити інші експонати музею лісосплаву, котрий був зруйнований повінню 1998 року. Неподалік від музею розташоване високогірне озеро Озірце.

### Природничі пам'ятки
В околицях села розташований іхтіологічний заказник місцевого значення Кантина.

## Присілки

### Береги
Об'єднане з селом Синевир рішенням облвиконкому Закарпатської області №155 від 15.04.1967.
Згадки: 1892 — Berchi, 1898 — Berchi, 1902 — Berchi, 1944 — Berehi, Береги, 1983 — Береги.

### Хащовата
Згадки: 1892 — Chascsováti (Hnt.), 1898 — Chastyováti (Hnt.), 1902 — Hascsovata (Hnt.).

### Чорна Ріка
Згадки: 1892 — Csornorika (Hnt.), 1898 — Csornarika (Hnt.), 1902 — Csornarika (Hnt.).

### Маркушовець
Згадки: 1892 — Markuszovecz, 1898 — Markuszovecz, 1902 — Markusovec, 1905 — Markusovecz .

### Вагаш
Згадки: 1888 — Vágás, 1892 — Vágás, 1898 — Vágás, 1902 — Vágás, 1905 — Vágás, 1944 — Vágás, Вагашъ.

### Товчка
Згадки: 1780-1 — Tocska, 1789 — Tocska, 1805 — Toucska, 1808 — Tócska, 1828 — Tocska, Tocska, 1892 — Szinevér-Tocska, 1898 — Tocska, 1907 — Tócska, 1913 — Tócska, 1925 — Točka, 1930 — Toučka, 1944 — Tócska, Товчка.

## Релігія
Сучасні церкви села:
- Церква Успіння пресвятої Богородиці 1905 року;
- Церква Преображення Господнього 1930-х років.

## Цікаві факти
В селі Синевир описуються події з роману «Хлопці з Бобрової річки» Ярослава Фоглара.

## Галерея

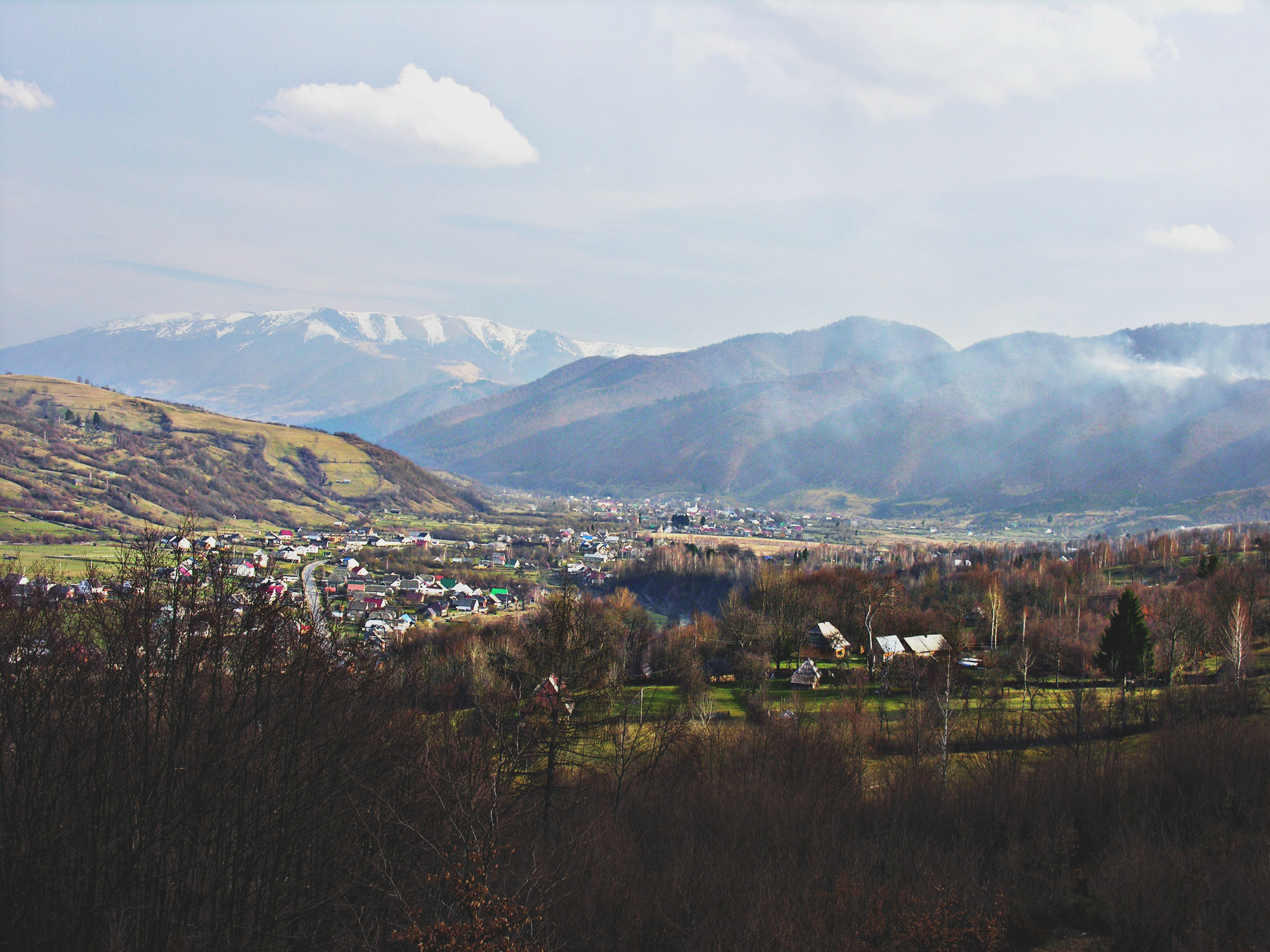
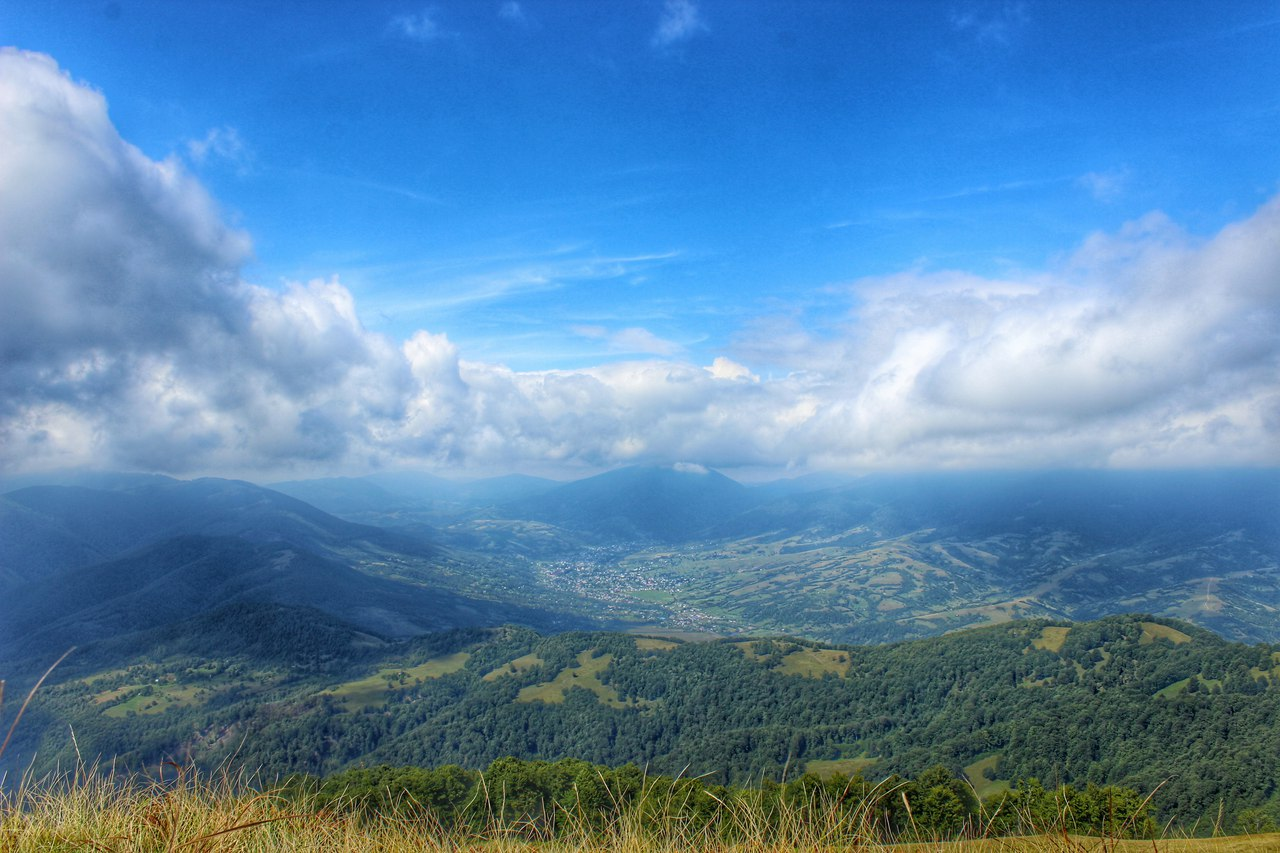
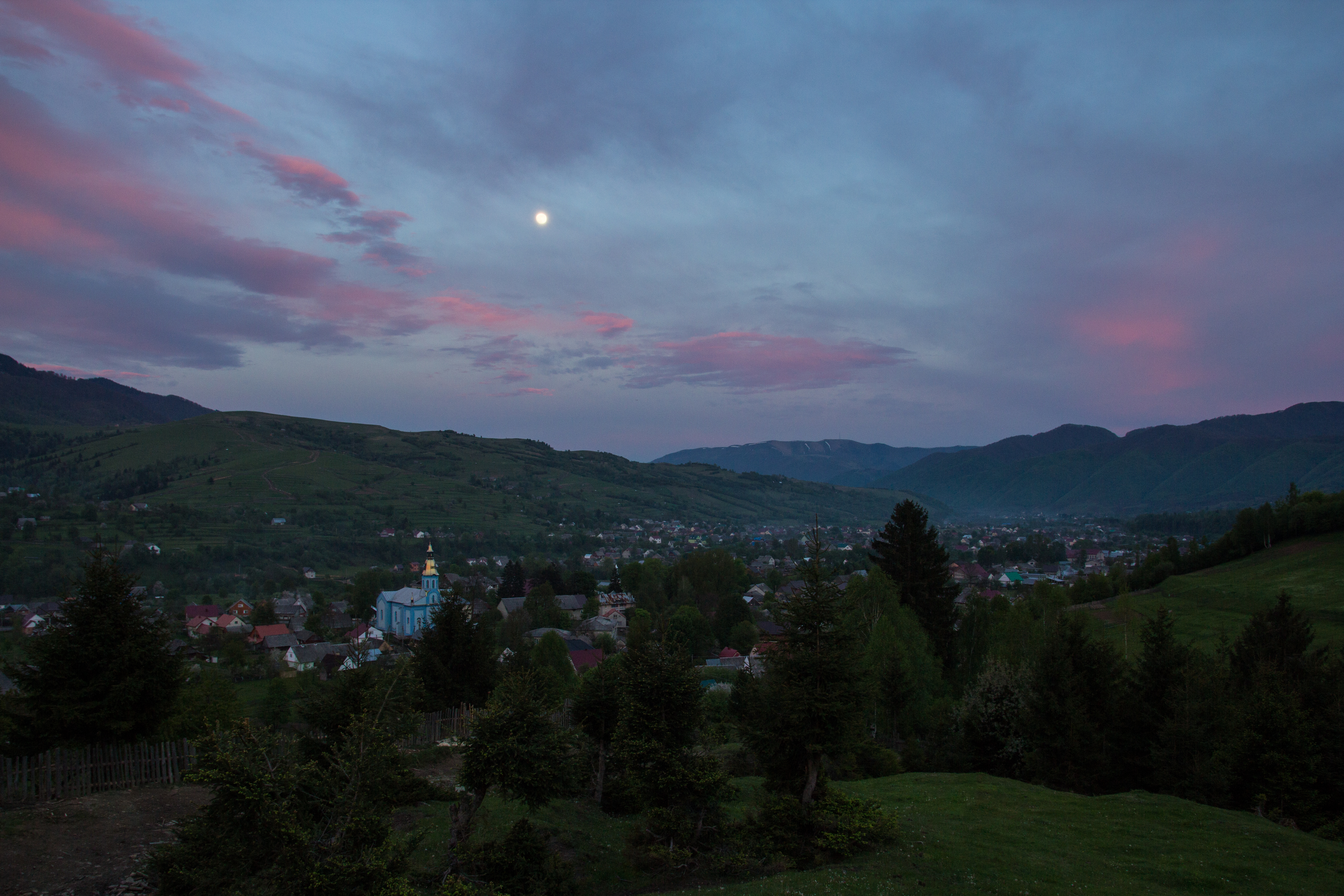
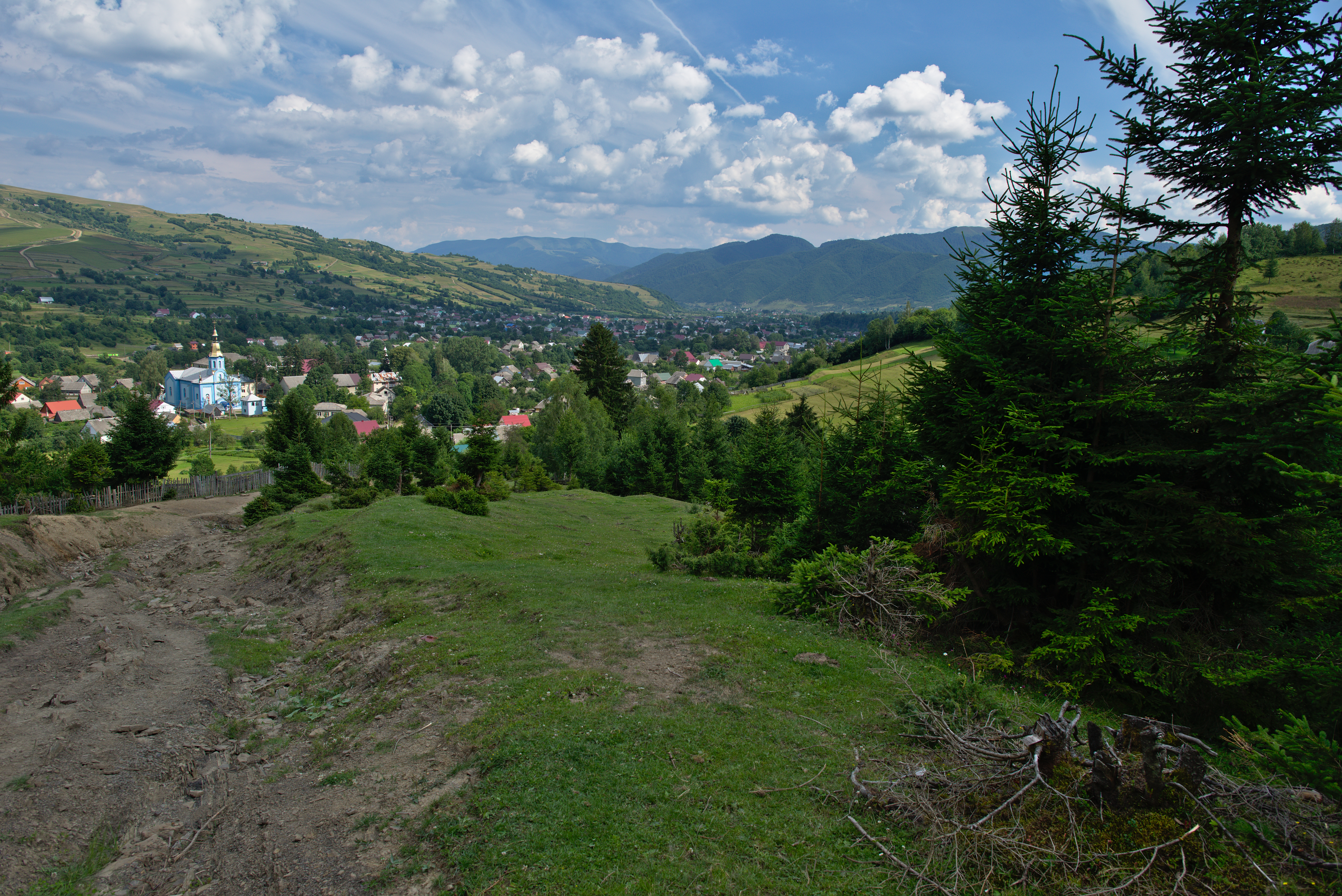

## Співпраця
Полліна, Італія (2022)

## Відомі люди
У поселенні народились:
- Цімбота Сергій Михайлович (1985—2015) — учасник російсько-української війни;
- Фічора Іван Васильович (нар. 1939) — український педагог;
- Чаба Нодь (нар. 1906) — інженер-механік та електрик, письменник з економіки і техніки. З 1950 року був науковим співробітником Енергетичного інституту Румунської академії наук.